# Loučka (district d'Olomouc)
Pour les articles homonymes, voir Loučka.
Loučka (en allemand : Lautschka) est une commune du district et de la région d'Olomouc, en République tchèque. Sa population s'élevait à 212 habitants en 2023.

## Géographie
Loučka se trouve à 7 km au sud-ouest de Litovel, à 18,5 km au nord-ouest d'Olomouc, à 59 km au nord-nord-est de Brno et à 191 km à l'est-sud-est de Prague.

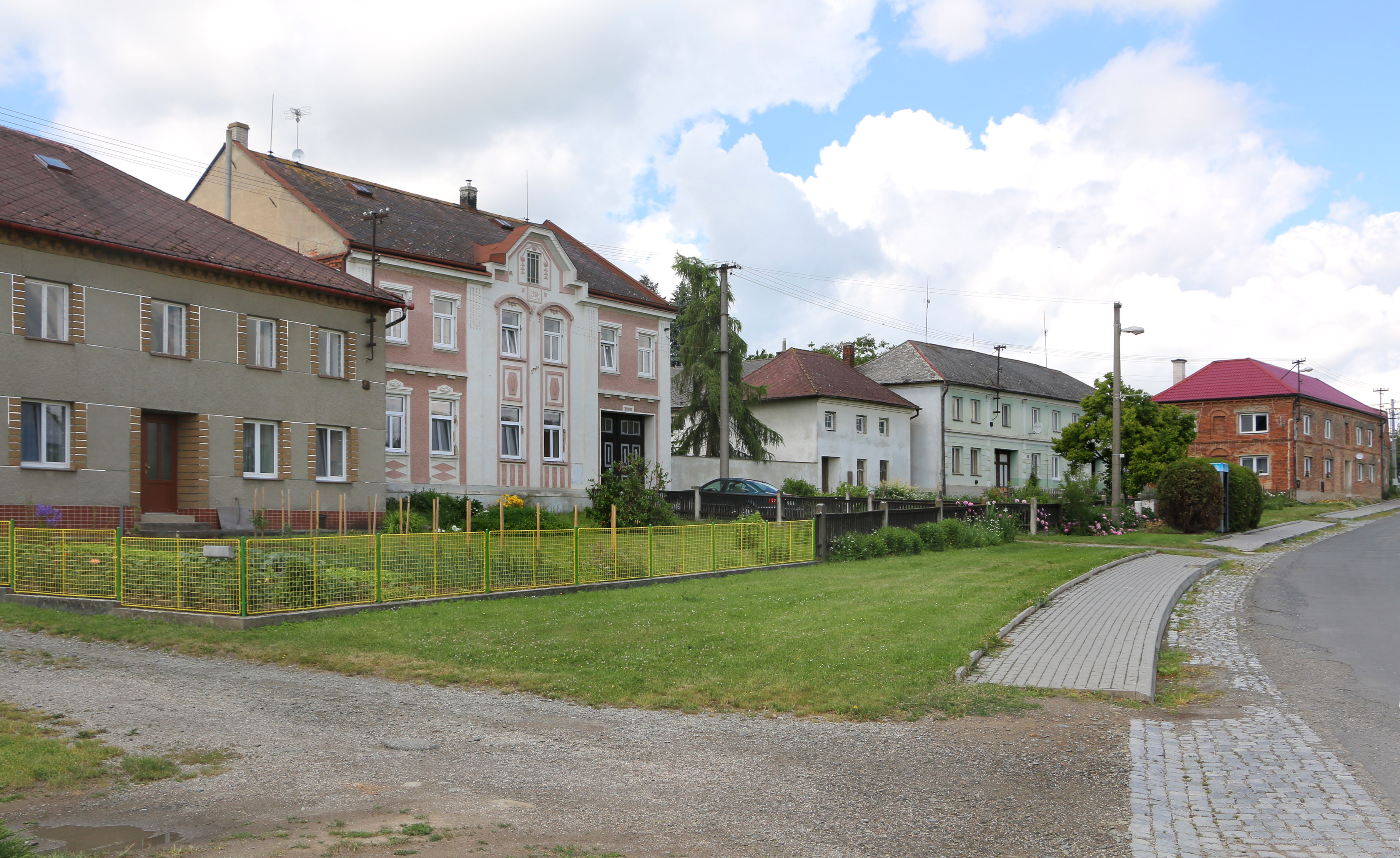
Une rue de Loučka.

La commune est limitée par Litovel au nord, par Cholina à l'est, par Bílsko et Vilémov au sud, et par Luká à l'ouest.

## Histoire
La première mention écrite de la localité date de 1300.

## Transports
Par la route, Loučka se trouve à 12 km de Litovel, à 25 km d'Olomouc, à 83 km de Brno et à 247 km de Prague.